# Как лисы с курами подружились
Как ли́сы с ку́рами подружи́лись — музыкальный кукольный фильм, созданный в 1980 году на Свердловской студии телевидения по мотивам повести Яна Экхольма «Тутта Карлссон, первая и единственная, Людвиг Четырнадцатый и другие» и других скандинавских сказок.

## Сюжет
В лисьей семье Ларссонов родился лисёнок Людвиг Четырнадцатый. Он не похож на всех остальных своих родичей, потому что не хочет быть хитрым и коварным. Он даже подружился с цыплёнком-девочкой, по имени Тутта Карлссон. Людвиг приходит к ней в гости, чем вызывает такое сильное удивление сторожевого пса — дядюшки Максимилиана, что он отпускает Людвига обратно.
Родители Людвига сильно разозлились, узнав, что их сын подружился с цыплёнком. Они решили «навестить» курятник на предмет поимки его обитателей. Людвиг слышит заговор родственников и со всех лап пускается в курятник, чтобы предупредить кур об опасности. Таким образом, охота лисиц на кур оказывается неудачной. Родители Людвига недоумевают: почему же им не удалось застать обитателей курятника врасплох?
Далее случается так, что люди затеяли охоту на лисиц. Тутта Карлссон узнаёт про это и, несмотря на страх, спешит в нору к своему другу — лисёнку Людвигу, чтобы предупредить его и его родителей о готовящейся облаве.
Родители Людвига выбираются из норы тайным ходом. Тутта приводит их к себе в курятник и там лисы спасаются от охотников.
Тут лисы поняли, что лучше всего им дружить семьями и перестать быть врагами.

## Съёмочная группа
| Автор сценария       | Михаил Шаров                                       |
| Режиссёр             | Михаил Шаров                                       |
| Ассистент режиссёра  | Н. Белоголовская                                   |
| Художник-постановщик | В. Сочнев                                          |
| Художник по куклам   | О. Сочнева                                         |
| Оператор             | Владимир Ярмошенко                                 |
| Ассистент оператора  | А. Маутин                                          |
| Редактор             | В. Хайдаров                                        |
| Композитор           | Арсений Попович                                    |
| Звукооператор        | Б. Берестецкий                                     |
| Монтажёр             | Л. Туровец                                         |
| Директор картины     | М. Дембинская                                      |
| Роли озвучивали      | Ирина Грачева Галина Дейкина Э. Еремеев Б. Сорокин |

## Издания на видео
Мультфильм на VHS вышел в 1997 году сборником мультфильмов «Слоно-дило-сёнок» ассоциацией «Видео Союз» и компанией «Динара».

## Критика
По утверждению Юлии Баяндиной, фильм «Как лисы с курами подружились», снятый режиссёром Михаилом Фёдоровичем Шаровым в 1980 году по мотивам повести Я. Экхольма «Тутта Карлссон, первая и единственная» и другим скандинавским сказкам, является его последней работой на свердловском телевидении. По утверждению киноведа Георгия Бородина, сделанному им в личном письме Юлии Баяндиной, эта лента, как и другие работы Шарова, является не «объёмным мультфильмом», а «кукольным фильмом», поскольку съёмка кукол производилась не покадрово, а путём съёмки театрального кукольного представления в кинодекорациях. При этом «…и куклы, и декорации, и реквизит для такого рода работ выполнялись специально, с расчётом на крупность планов, движение камеры, кинематографичность мизансцен и др.»